# Craig Adair
Craig Robert Adair (* 31. Januar 1963 in Christchurch) ist ein ehemaliger neuseeländischer Radrennfahrer.

## Sportliche Laufbahn
Adair begann mit dem Radsport als Schüler der Christchurch Boys High School. Sein Direktor ermunterte ihn, einem Verein beizutreten. Adair machte eine Lehre in einem Fahrradladen und fuhr an den Wochenenden Straßenrennen. Nachdem er bei den nationalen Meisterschaften eine Reihe von Titeln gewonnen hatte, wurde er 1982 für die Commonwealth Games in Brisbane ausgewählt. Adair war Teilnehmer der Olympischen Sommerspiele 1984 in Los Angeles. Er startete im Bahnradsport. Im 1000-Meter-Zeitfahren kam er auf den 5. Rang. In der Einerverfolgung wurde die neuseeländische Mannschaft mit Craig Adair, Anthony Cuff, Brian Fowler und Graeme Miller 13. des Wettbewerbes.
Bei den Commonwealth Games 1982 gewann er im 1000-Meter-Zeitfahren die Goldmedaille vor Chris Wilson.

## Berufliches
Einige Jahre lang war er Nationaltrainer im Bahnradsport und betrieb einige Fahrradgeschäfte.